# Первый рейд Революционной повстанческой армии Украины
Первый рейд Революционной повстанческой армии Украины — первый рейд РПАУ по территории Донецкой губернии с 17 мая по 13 июня 1920 года. Целью рейда являлась активизация повстанческого движения в Донбассе и Приднепровье.

## История
В ожесточенных боях РПАУ с РККА в  Екатеринославской губернии махновцы потеряли 2 000 штыков, 500 сабель, 50 пулеметов, 12 орудий.
Чтобы избежать полного уничтожения, армия Махно покинула Екатеринославскую губернию и пошла на юг Донецкой губернии. На 15 мая армия насчитывала 150 сабель и 10 пулеметов. В селе Старомлиновка на собрании командиров 17 мая было принято решение направиться на север губернии в первый рейд, чтобы соединиться с отрядами Кожина и Москалевского. В этот же день в селе Новоандреевка был бой повстанцев с батальоном ВОХР, который попал в плен и присоединился к повстанцам. Далее повстанцы двинулись на Благодатное и Оленовку.
22 мая махновцы заняли Марьинку,  в которой к ним присоединился отряд Кожина с 30 пулеметами и 100 всадников, а 24 мая в Марьинку прибыл отряд Москалевского численностью в 500 всадников. Насилие красных провоцировало вооруженное сопротивление населения Донбасса, повсеместно на рудниках и в селах организовывались повстанческие отряды.
В двадцатых числах РПАУ разбила 373 полк РККА под Максимильяновкой, после боя повстанцы заняли Максимильяновку, 25 мая заняли Галициновку и Карловку, Селидово, Новониколаевку, в этот же день отряд махновцев численностью 300 сабель занял Гродовку . . . Далее основные силы двинулись на север через Новоэкономическое и Шахово, в конце мая махновцы контролировали территорию современного Славянского, Добропольского и Александровского района.
28 мая в районе Золотой Колодец, Александровской, Михайловской и Гавриловской волостей появились вооруженные отряды махновцев в количестве 2 000 пехоты и 300 сабель Александровский и Михайловский волвиконкоми эвакуировались в Славянск — Краматоровку .
29-го мая РПАУ заняла Александровку. Здесь на общем собрании избрали новый состав Реввоенсовета, в который Махно вошел как председатель, Белаш новый заместитель и Хохотова секретарь. Старый Реввоенсовет, а с ним и его армейские функции утратили свое значение в силу разбросанности повстанческих сил. Поэтому собрание решили переименовать его в Совет Революционных Повстанцев Украины / махновцев, с функциями, которые объединяют махновское повстанчество на Украине в целом. На 30 мая главные силы Махно группировались в районе Некременне — Очеретино — Михайловка. Численность армии достигла 2 тыс. Человек из которых 700 всадников. В этот же день махновцы оставили Славянский район и направились в Гришинский район где заняли район сел Софиевка Петровка Степановка Святогоровка Веровка Доброполье, Самойловку. 30 мая махновцы разбили красногвардейский отряд под Викторовкою. Большая группа махновцев сделала налет на Юзовку.
Для предотвращения движения махновцев на север и восток были организованы заградительные отряды, на севере в районе Изюма была создана первая группа ВОХР под командованием Хотеева численностью 800 человек которая вошла в связь с частями 42 дивизии в Славянске, вторая группа ВОХР под командованием Колоколова численностью 600 человек базировалась в Лозовой группа вошла в связь с Изюмской группой и Павлоградом, в районе Юзовки действовал бронепоезд «Советская Украина»,"Победа или смерть" .
Рейд основного ядра РПАУ активизировал борьбу местных повстанцев, действовавших самостоятельно и в союзе с махновцами. Так 1 июня юго-западнее Гришиного в районе Новопавловки появился отряд численностью 200 сабель во главе с Кучеренко. Также мелкие отряды махновцев появились в Славяносербском уезде в районе села Черкасское, Родаково где уничтожали советские органы власти. В Старобельском уезде махновцы появились в районе Петропавловки где подняли восстание против большевиков, которое было подавлено 129 батальоном ВОХРа.
В начале июня РПАУ покинула Донецкую губернию и проникли в Новомосковский Павлоградский уезд Екатеринославской губернии. 1 июня повстанцы выехали из Самойловка в Кондратовка.
2 июня повстанцы заняли  Кондратьевку где их обстрелял бронепоезд с Павлограда, с Кондратьевки выехали на Сергеевку в районе села Ландолеевка повстанцы разбили батальон особого назначения Войск внутренней охраны Республики Полтавской губчека.
3 июня повстанцы направились в Васильевку где остановились на отдых. Группа во главе с Забудько отправились в Знаменку с целью отбить мобилизованных крестьян у большевиков, в селе завязался бой, крестьянство перешло на сторону махновцев. Разбив красных, 500 крестьян осталось в селе организовывать отряд, а 170 присоединиться к РПАУ.
В Павлоградском уезде с севера повстанцам противостояли части Хотеева и бронепоезд «Советская Россия», на восток от Павлограда действовал бронепоезд «Победа или смерть», на западе и северо-западе уезда против повстанцев действовала группа 250 человек, которая подчинялась Хотееву и вошла в связь с группой Колоколова, на юге уезда действовала Павлоградская группа.
Выехав из Васильевки 5 июня отряд Махно численностью 500 человек выбил отряд Павлоградского гарнизона и занял Знаменку . 6 июня выехали до Николаевки вечером покинув Николаевки направились в Александровку.
После неудачного боя под Новомосковском 6 июня части РПАУ отступили на юг в район Зайцева. На станции Зайцевое махновцы отбили поезд № 423 который шел на фронт. Далее повстанцы 7 июня заняли Александровку и Троицкое, Катериновку.
8 июня в селе Васильевка произошел ожесточенный бой повстанцев с частями ВОХР. В этом районе махновцам противодействовала Чаплинская группа войск, в районе Ульяновки произошел бой повстанцев с двумя бронепоездами. 9 июня находились Новониколаевке.
10 июня заняли Рождественское в которой порубили 70 бойцов особого батальона и остановились на ночлег Варваровке, Петропавловка, Хвалибоговка.
11 июня на позиции повстанцев повел наступление отряд в 400 красноармейцев отразив наступление повстанцы направились в Гуляйполе.
12 июня заняли Гуляйполе, 13 Успеновку. Здесь была группа набатовцев: Барон с женой, Алый, Теппер и другие, которые приехали из Харькова, а также Марин с Екатеринославцами.
13 июня в селе Великомихайловка закончился первый рейд в 560 километров, который знаменовал собой активизацию повстанческого движения. В Великой Михайловке было заседание командного состава по вопросу дальнейшего существования движения. Был заслушан доклад набатовцев, что обвиняли большевиков в преследованиях. Все сходились на том, что надо форсировать организацию армии, которая сможет поставить большевиков в такое положение, при котором они вынуждены будут признать за махновцами независимость Свободной территории.

## Результат
С 15 мая по 8 июня в Павловском, Новомосковском, Бахмутском уездах армия выросла до 5 000 штыков и 1 000 сабель, 6 орудий, 180 пулеметов. Из которых 1500 повстанцев были выходцами из Донецкой губернии .

## Ссылка
1. ↑  Белаш А. А. В., Белаш В. Ф. Дороги Нестора Махно. Стр 445
2. 1 2 3  Белаш А. А. В., Белаш В. Ф. Дороги Нестора Махно. Стр 447
3. ↑  Нестор Махно. Крестьянское движение на Украине. 1918—1921:Документы и материалы Стр 350
4. ↑  Белаш А. А. В., Белаш В. Ф. Дороги Нестора Махно. Стр 446
5. 1 2  Нестор Махно. Крестьянское движение на Украине. 1918—1921:Документы и материалы Стр 352
6. 1 2  Нестор Махно. Крестьянское движение на Украине. 1918—1921:Документы и материалы Стр 354
7. ↑  Нестор Махно. Крестьянское движение на Украине. 1918—1921:Документы и материалы Стр 353
8. 1 2  Белаш А. А. В., Белаш В. Ф. Дороги Нестора Махно. Стр 448
9. ↑  Нестор Махно. Крестьянское движение на Украине. 1918—1921:Документы и материалы Стр 363
10. ↑  Нестор Махно. Крестьянское движение на Украине. 1918—1921:Документы и материалы Стр 360
11. ↑  Нестор Махно. Крестьянское движение на Украине. 1918—1921:Документы и материалы Стр 361
12. ↑  Белаш А. А. В., Белаш В. Ф. Дороги Нестора Махно. Стр 449